# Easy Shen
Easy Shen，台灣男歌手，詞曲創作人，音樂家，素食者。以獨特嗓音、高超的音樂掌握度和擅於演奏多種樂器著名。高中即參與台灣的獨立音樂場景，曾組393B1樂團，收錄於小白兔唱片的合輯《蘿蔔三代》。2012年12月22日發行首張個人專輯《預言》，以末日題材暗喻人類在科技逐漸發達的世界裡抗拒異化的種種過程及面相，該專輯獲新加坡 Freshmusic 音樂誌最佳新人獎，中華音樂人交流協會推薦「能量強大，獨立製作中的耀眼之作」。2015年5月15日，以佛家無我概念入歌，譜繪人生百態，推出全新概念專輯《如果身體全部開放了》，並以該專輯入圍第六屆金音創作獎最佳創作歌手以及最佳風格類型專輯兩項大獎。2016年11月11日發行第三張概念專輯《如果時間流轉我們依然》，揭露該專輯為其「人生三部曲」之第二部，延續前作討論之議題，以無常為主旨貫穿整張作品。該專輯發行後再度大受好評，獲得KKBOX、Freshmusic等評比為年度十大專輯，敦南誠品唱片行評選其為台灣年度獨立音樂第一名，並獲得第八屆金音創作獎最佳創作歌手獎，Easy Shen在致詞時，把該獎項獻給巴奈和那布。
除了個人事業，Easy Shen也曾為獨立圈內著名樂手救火隊聞名，曾參與TUBE、閃閃閃閃、電話亭樂團，與路嘉欣合組雙人組合LUPE，2013年代打白目樂隊，2014年代打HUSH擔任Bass手一職 (當時為hush!樂團)，2017獲金音獎後曾沈寂一段時間，後來突然出現在紐約幫歌手9m88開場，爾後才知其旅居紐約並求教於爵士鋼琴大家 Barry Harris （页面存档备份，存于），及其門人Richard Clements，回台後Easy Shen先後製作了幾張獨立音樂專輯，2019年與導演陶維均、新銳舞蹈家林素蓮合作推出雙人劇場作品《最好不用太快樂》，於2019/05/03 ~ 2019/05/05在水源劇場上演。
重回獨立音樂人身份後，Easy Shen與爵士鋼琴家曾增譯、爵士吉他手陳穎達，鼓手潘勇廷合組團體Easy Shen Gang，於2020年底開始活動，參與貴人散步音樂節，大港開場等活動。2021年推出全Live專輯《百齡》。
雖然已活躍於獨立圈非常長一段時間，並常見於其他樂團、音樂人貼文，但他本人依舊保持神秘，曾宣告刪除IG後，現只有facebook粉專可見為其親自發文。

## 音樂作品
- EP

| 專輯名稱                  | 發行日期     |
| 《Move To San Francisco》 | 2009年9月9日 |

- 專輯

| 專輯名稱                 | 發行日期       | 獎項                                       | 狀態 |
| 《預言》                 | 2012年12月22日 | Freshmusic最佳新人獎                       | 獲獎 |
| 《如果身體全部開放了》   | 2015年5月15日  | 第六屆金音獎最佳創作歌手、最佳風格類型專輯 | 入圍 |
| 《如果時間流轉我們依然》 | 2016年11月11日 | 第八屆金音獎最佳創作歌手                   | 獲獎 |

| 作品           | 形式 | 藝人           |
| -------------- | ---- | -------------- |
| 湯與海         | EP   | 淺堤樂團       |
| 新的。人。事物 | 專輯 | 柔米           |
| 不完整的村莊   | 專輯 | 淺堤樂團       |
| 枯萎的玫瑰     | 單曲 | 老王樂隊       |
| 百齡           | 專輯 | Easy Shen Gang |

| 作品    | 形式 | 藝人             |
| ------- | ---- | ---------------- |
| 壞習慣  | 填詞 | 女孩與機器人樂團 |
| 眨眼    | 詞曲 | 路嘉欣           |
| Perfume | 填詞 | 李行亮           |
| 臨海線  | 填詞 | 李行亮           |

| 作品   | 藝人      | 收錄專輯 | 備註     |
| ------ | --------- | -------- | -------- |
| 忙     | 路嘉欣    | 落落大方 |          |
| 眨眼   | 路嘉欣    | 落落大方 |          |
| 金翅雀 | Tizzy Bac | 知人     | 絃樂編曲 |
| 浮島   | Finn      | 勉強的愛 |          |

## 外部連結
- Easy Shen的Facebook專頁